# تپه شیطان تختی
تپه شیطان تختی مربوط به هزاره اول قبل از میلاد است و در ۱۵ کیلومتری شمال شهر شاهین‌دژ واقع شده است. این اثر در تاریخ ۱ فروردین ۱۳۴۷ با شمارهٔ ثبت ۸۱۹ به‌عنوان یکی از آثار ملی ایران به ثبت رسیده است.